# غار ماگیل

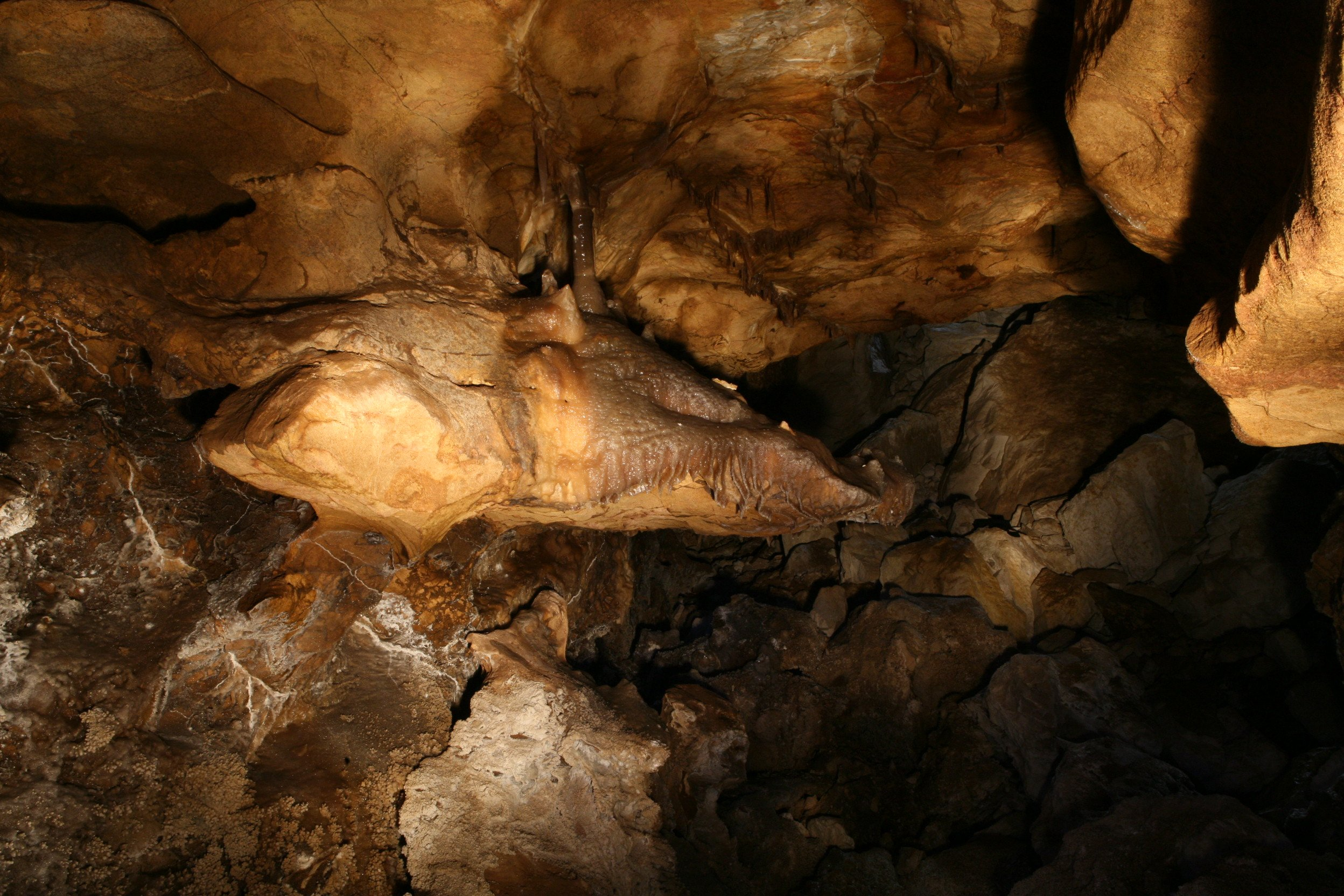

غار ماگیل (به ارمنی: Մագելի քարանձավ) یکی از بزرگترین غارهای کشور ارمنستان می‌باشد که در استان وایوتس‌جور واقع شده‌است و منطقه ای که نقشه نگاری شده‌است ۱٫۷ کلیومتر عمق دارد.